# Park Pobedy (Moskvas metro)
Park Pobedy metrostation (russisk: Парк Победы; dansk: ~ Sejrsparken) er en station på Moskvas metro i Dorogomilovo rajon, Vestlige administrative okrug, Moskva på Arbatsko-Pokrovskajalinjen og Kalininsko-Solntsevskajalinjen melem metrostationerne Slavjanskij boulevard, Delovoj center, Kijevskaja og Minskaja. Beliggende m under jorden er det den dybestliggende metrostation i Moskva. Stationen har ligeledes de længste rulletrapper i Europe, hver med en længde på 126 m. og 740 trin. Turen til overfladen tager ca. 3 min.

## Byggeriet
Byggeri indledtes i 1986. De oprindelige planer indeholdt forbindelser fra Arbatsko-Pokrovskajalinjen til den fremtidige Mitinoudvidelse, Butovskajalinjen og Kalininsko-Solntsevskajalinjen. De tre linjer blev indarbejdet i stationens design, med to ekstra spor parallelt med sporene til Arbatsko-Pokrovskajalinjen, men sidstnævnte linje ville kræve et tredje sæt sporet vinkelret på de øvrige. Men under 1990'ernes finansielle kriser endte radialprojektet; stationen åbnede i 2003 som endestation for Arbatsko-Pokrovskajalinjen, og i 2008 blev Strogino-Mitino-forlængelsen af Arbatsko-Pokrovskajalinjen indledt fra Park Pobedy. Det andet sæt af spor blev taget brug den 31. januar 2014 som en del af Kalininsko-Solntsevskajalinjen med kørsel til Delovoj center.

## Galleri
- Sydlige perron
- Rulletrappe
- Vestibule
- Kunst på perronen